# 霍尔库姆·沃德
霍尔库姆·沃德（英語：Holcombe Ward，1878年11月23日—1967年1月23日），生于纽约，美国男子网球运动员。他曾获得美国网球公开赛男子单打冠军、男子双打冠军。他于1956年进入国际网球名人堂。